# Championnats d'Europe de skeleton 2013
Navigation
Édition précédente Édition suivante
Les championnats d'Europe de skeleton 2013, dix-neuvième édition des championnats d'Europe de skeleton, ont lieu les 18 et 19 janvier 2013 à Innsbruck, en Autriche. L'épreuve masculine est remportée par le Letton Martins Dukurs devant le Russe Aleksandr Tretyakov et le Letton Tomass Dukurs alors que la Russe Elena Nikitina gagne l'épreuve féminine devant sa compatriote Maria Orlova et l'Autrichienne Janine Flock. En mars suivant, Orlova est disqualifiée pour des irrégularités relatives à son matériel, et la médaille d'argent revient à Flock tandis que l'Allemande Anja Huber, jusqu'alors quatrième, récupère la médaille de bronze.